# The Tenth of Never
 The Tenth Of Never – album na żywo Elvisa Presleya, składający się z utworów nagranych w Las Vegas, 10 grudnia 1976 r.(Dinner i Midnight Show). Presley miał na sobie Blue Rainbow suit (Dinner Show) ,Indian Feather suit (Midnight Show). Wydany w 2011 roku.

## Lista utworów

### CD 1
1. "2001"
2. "See See Rider"
3. "I Got a Woman – Amen"
4. "Love Me"
5. "All Shook Up"
6. "Teddy Bear – Don’t Be Cruel"
7. "You Gave Me a Mountain"
8. "Jailhouse Rock"
9. "’O sole mio" - "It’s Now or Never"
10. "Dialog"
11. "Blue Christmas"
12. "Elvis Talks About That’s All Right Mama"
13. "That’s All Right"
14. "Softly, As I Leave You"
15. "Audience Requests"
16. "Are You Lonesome Tonight?"
17. "Steamroller Blues"
18. "Introductions"
19. "Early Morning Rain"
20. "What’d I Say"
21. "Johnny B. Goode"
22. "Drums Solo"
23. "Bass Solo"
24. "Piano Solo"
25. "Electric Piano Solo"
26. "Love Letters"
27. "School Days"
28. "Hurt"
29. "Hawaiian Wedding Song"
30. "Can’t Help Falling in Love"
31. "Closing Vamp"

### CD 2
1. "2001"
2. "See See Rider"
3. "Elvis Talks About The Sound System"
4. "I Got a Woman – Amen"
5. "Elvis Welcomes The Audience"
6. "Love Me"
7. "If You Love Me"
8. "You Gave Me a Mountain"
9. "Microphone Check"
10. "Sweet Sweet Spirit"(The Stamps Quartet)
11. "Why Me Lord"
12. "Jailhouse Rock"
13. "’O sole mio" - "It’s Now or Never"
14. "Dialog"
15. "Poke Salad Annie"
16. "Introductions"
17. "Early Morning Rain"
18. "What’d I Say" - "Johnny B. Goode"
19. "Drums Solo"
20. "Bass Solo"
21. "Piano Solo"
22. "Electric Piano Solo"
23. "Love Letters"
24. "School Days"
25. "Hurt"
26. "Danny Boy" (wyk. Sherril Nielsen)
27. "Walk with Me" (wyk. Sherril Nielsen) "
28. "Hawaiian Wedding Song"
29. "Can’t Help Falling in Love"
30. "Closing Vamp"